# Basse-Pointe
Basse-Pointe è un comune francese di 3.845 abitanti situato nel dipartimento d'oltre mare della Martinica.